# Lanny Barnes
Lanny Barnes (Durango, 26 april 1982) is een Amerikaanse voormalige biatlete. Barnes vertegenwoordigde haar vaderland op de Olympische Winterspelen 2006 in Turijn, de Olympische Winterspelen 2010 in Vancouver en de Olympische Winterspelen 2014 in Sotsji. Ze is de tweelingzus van biatlete Tracy Barnes.

## Resultaten

### Olympische Winterspelen
| Jaar | Plaats    | Onderdeel   | Onderdeel | Onderdeel     | Onderdeel  | Onderdeel | Onderdeel          |
| Jaar | Plaats    | Individueel | Sprint    | Achtervolging | Massastart | Estafette | Gemengde estafette |
| ---- | --------- | ----------- | --------- | ------------- | ---------- | --------- | ------------------ |
| 2006 | Turijn    | 64e         | –         | –             | –          | 15e       |                    |
| 2010 | Vancouver | 23e         | 77e       | –             | –          | 16e       |                    |
| 2014 | Sotsji    | 63e         | –         | –             | –          | –         | –                  |

### Wereldkampioenschappen
| Jaar | Plaats           | Onderdeel                               | Onderdeel                               | Onderdeel                               | Onderdeel                               | Onderdeel                               | Onderdeel          |
| Jaar | Plaats           | Individueel                             | Sprint                                  | Achtervolging                           | Massastart                              | Estafette                               | Gemengde estafette |
| ---- | ---------------- | --------------------------------------- | --------------------------------------- | --------------------------------------- | --------------------------------------- | --------------------------------------- | ------------------ |
| 2005 | Hochfilzen       | 44e                                     | 80e                                     | –                                       | –                                       | 16e                                     | –                  |
| 2006 | Pokljuka         | Niet gehouden vanwege Olympische Spelen | Niet gehouden vanwege Olympische Spelen | Niet gehouden vanwege Olympische Spelen | Niet gehouden vanwege Olympische Spelen | Niet gehouden vanwege Olympische Spelen | 18e                |
| 2007 | Antholz          | 53e                                     | 40e                                     | 49e                                     | –                                       | DNS                                     | DNS                |
| 2008 | Östersund        | 49e                                     | 63e                                     | –                                       | –                                       | 18e                                     | –                  |
| 2009 | Pyeongchang      | 42e                                     | 46e                                     | 39e                                     | –                                       | 10e                                     | –                  |
| 2010 | Chanty-Mansiejsk | Niet gehouden vanwege Olympische Spelen | Niet gehouden vanwege Olympische Spelen | Niet gehouden vanwege Olympische Spelen | Niet gehouden vanwege Olympische Spelen | Niet gehouden vanwege Olympische Spelen | –                  |
| 2011 | Chanty-Mansiejsk | –                                       | –                                       | –                                       | –                                       | –                                       | –                  |
| 2012 | Ruhpolding       | 37e                                     | 67e                                     | –                                       | –                                       | 11e                                     | –                  |

### Wereldkampioenschappen junioren
| Jaar | Plaats           | Onderdeel   | Onderdeel | Onderdeel     | Onderdeel |
| Jaar | Plaats           | Individueel | Sprint    | Achtervolging | Estafette |
| ---- | ---------------- | ----------- | --------- | ------------- | --------- |
| 2001 | Chanty-Mansiejsk | 37e         | 34e       | 27e           | 8e        |
| 2002 | Ratschings       | Brons       | 37e       | 31e           | 2e        |
| 2003 | Kościelisko      | 21e         | 48e       | 45e           | 12e       |

### Wereldbeker
Eindklasseringen
| Seizoen   | Algemeen | Individueel | Sprint | Achtervolging | Massastart |
| --------- | -------- | ----------- | ------ | ------------- | ---------- |
| 2006/2007 | 65e      | 43e         |        |               |            |
| 2008/2009 | 92e      |             |        | 78e           |            |
| 2009/2010 | 82e      | 55e         |        |               |            |
| 2011/2012 | 94e      | 96e         |        |               |            |